# Svjetlosno pero
Svjetlosno pero (eng. light pen) ime je za računarsku ulaznu jedinicu koja radi na principu nadziranja svjetlosnih impusla s zaslona. Svjetlosno pero omogućava korisniku da piše, crta ili izabire podatke na zaslonu rabeći slične pokrete kao s običnim perom. Ova ulazna jedinica bila je razvijena za 1955. godine za računalni sistem Whirlwind, kao dio projeka sustava za zračnog obranu.